# San Giovanni Battista (Gubbio)
A San Giovanni Battista (Keresztelő Szent János-templom) egy katolikus vallási épület az olaszországi Gubbióban, Umbria tartományban.

## Története
A templom a 13. és 14. század között épült, minden valószínűség szerint azon a helyen, amelyet korábban a kezdetleges San Mariano-székesegyház foglalt el. A templom tisztán gótikus homlokzatú, a harangtorony pedig román stílusú. A belső tér egyhajós, négyzet alakú apszissal, a tetőt pedig páros oszlopokon álló kőívek tartják. Az eredeti freskók közül sok elveszett; Alexandriai Szent Katalint  és Szent Katalin misztikus házasságát ábrázokóból csak néhány töredék maradt meg.

## Televízió
1998 és 2011 között a Don Matteo című drámasorozat az első nyolc évadának számos jelenetét forgatták a templomon kívül.

## Fordítás
- Ez a szócikk részben vagy egészben  a   Chiesa di San Giovanni Battista (Gubbio) című olasz Wikipédia-szócikk ezen változatának fordításán alapul.  Az eredeti cikk szerkesztőit annak laptörténete sorolja fel. Ez a jelzés csupán a megfogalmazás eredetét és a szerzői jogokat jelzi, nem szolgál a cikkben szereplő információk forrásmegjelöléseként.